# الشركة العامة لتجارة الحبوب
الشركة العامة لتجارة الحبوب هي شركة حكومية عراقية تأسست سنة 1939 بموجب القانون رقم (32) لسنة 1939.

## نبذه تاريخية
تأسست الشركة بموجب القانون رقم (32) لسنة 1939 وكانت تؤدي واجبات لاتتعدى نشرة الأسعار والمعلومات المتيسرة عن الحبوب وبموجب القانون رقم (199) لسنة 1969 أصبحت إحدى تشكيلات المؤسسة العامة للحبوب. وقد تطورت مهام وواجبات الشركة خاصة بعد صدور قرارات مجلس تنظيم التجارة المرقمة 4190202 لعام 1973 والخاصة بحصر تسويق الحبوب (الحنطة والشعير والشلب) بهذه الشركة. وفي عام 1987 تم إلغاء المؤسسة بموجب قرار مجلس قيادة الثورة المنحل المرقم 227 قي 11/4/1987 وارتبطت الشركة بوزارة التجارة. وفي عام 1988 أصبح اسمها الشركة العامة لتجارة وتصنيع الحبوب بموجب قرار مجلس قيادة الثورة المنحل المرقم 702 في 28/8/1988 وبعدها تم شطرها إلى شركتين بموجب قرار مجلس قيادة الثورة المنحل المرقم 317 في 12/8/1990 وأصبح اسمها بموجب القانون رقم 52 لسنة 1990 الشركة العامة لتجارة الحبوب.

## مهام الشركة
تتولى الشركة العامة لتجارة الحبوب إحدى شركات وزارة التجارة، استيراد الحنطة والرز لأغراض البطاقة التموينية وتسويق وخزن وتنقية وتعبئة الحبوب -الحنطة المحلية بأنواعها وكذلك الرز المحلي بأنواعه.